# گمینا نووه اوسترووه
گمینا نووه اوسترووه (به لهستانی:  Gmina Nowe Ostrowy) یک گمینا در لهستان است که در شهرستان کوتنو واقع شده‌است. گمینا نووه اوسترووه ۷۱٫۵۶ کیلومتر مربع مساحت و ۳٬۸۷۰ نفر جمعیت دارد.